# Paracteocina
Paracteocina is een geslacht van weekdieren uit de klasse van de Gastropoda (slakken).

## Soort
- Paracteocina vitjazi Minichev, 1966